# Ordódy Lajos
Ordódi és alsólieszkói Ordódy Lajos (Nagymálas, 1852. február 12. – Kiskereskény, 1910. október 19.) közgazdasági író.

## Élete
Ordódy Sándor (1813–1870) és Ivanits Júlia (1828–1899) második gyermekeként a köznemesi Ordódy családba született. Gazdasági irányú tanulmányai befejeztével előbb a kolozsmonostori majd a magyaróvári gazdasági intézet tanársegéde lett. 1881-ben az Országos Gazdasági Egyesület titkárává választották, ami minőségében a Budapesti Központi Tejcsarnok Szövetkezet egyik kezdeményezője volt. 1884-ben az egyesület berkein belül megalapította a Gazdasági Könyvkiadó Vállalatot. 1888-tól három éven át egyesületének már az elnöki tisztét töltötte be. Jelentős munkásságot fejtett ki a gazdasági szakirodalom terén. Önállóan megjelent művei mellett a Gazdasági Lapok tulajdonosa, valamit a Borászati Lapok szerkesztője is volt.

## Főbb művei
- A magyarországi állattenyésztők kalauza (Budapest, 1884)
- A szőlő trágyázása (Budapest, 1894)

## Családja
1883-ban feleségül vette székhelyi Mailáth Gizellát (1863–1906), két gyermekük született:
- Irén (1884-?); férje: mérei Vajda Aladár (1880–?)
- László (1889–1915) gazdasági író, honvédhuszár